# ステークスウィナー
『ステークスウィナー』（STAKES WINNER）は、SNKが発売した競馬を題材としたアクションゲーム。開発はザウルス。

## 概要
- プレイヤーが騎手となり、持ち馬を操作して育成しながら3歳から5歳まで新馬戦を皮切りに日本や海外のGIレースでの勝利を目指す。アーケード版のハイスコアランキングでは獲得賞金総額を競う。キービジュアルは鈴木みそが担当。
- 1995年9月27日MVSで稼働開始[1]、10月27日NEOGEO版を発売。最大で15レースをプレイし[2]、条件をクリアすると海外レースへの出走も行われる。
- 1996年には移植版『ステークスウィナー GI完全制覇への道』を3月22日にネオジオCD、12月6日にPlayStation、セガサターンで発売。NEOGEO版と異なり種付け生産の要素を加えた形式とした。同年には第2作『ステークスウィナー2』も導入。
- 2012年7月12日にはWiiバーチャルコンソールで配信開始。
- 2018年5月2日にアケアカNEOGEOの1作品としてPlayStation 4・Xbox One・Nintendo Switchで[3][4]、2018年12月21日にWindows 10で、2023年3月16日にiOS・Androidで配信開始[5]。レース毎のレコード保持馬として表示された実在馬名（例：アイネスフウジン→アグネスフウジン、ダイユウサク→ダイシュウサク）や一部のプレイヤー馬名の改変が行われている。

## 持ち馬
NEOGEO版のみ8頭から1頭を選んで操作する。
第1作
| 馬名             | 性別 | スピード | スタミナ | ガッツ | 脚質 |
| ---------------- | ---- | -------- | -------- | ------ | ---- |
| エスエスマッハ   | 牡   | 4        | 5        | 3      | 逃げ |
| ゼロファイター   | 牡   | 6        | 3        | 3      | 逃げ |
| キングクリムゾン | 牡   | 5        | 3        | 4      | 追込 |
| ドライブシュート | 牡   | 4        | 3        | 5      | 追込 |
| ディスコダンサー | 牝   | 5        | 3        | 4      | 先行 |
| ビーサイレント   | 牡   | 5        | 4        | 4      | 先行 |
| ノーザンライト   | 牡   | 5        | 6        | 5      | 差し |
| ユーロビート     | 牝   | 4        | 3        | 5      | 差し |

移植版では1000万円の所持金を元手に繁殖牝馬の賃貸料と種牡馬の種付け料を支払って掛け合わせ誕生させた馬を持ち馬に、新馬の命名とともに「マイラー」「万能」「中長距離」の3種から出走する路線を選択し各種レースに出場させ、賞金の一部を収入として受け取り種付けに必要な所持金を増やす形となっている。

## ボタン操作
- ジョイスティック/十字キー
  - 横スクロール時に上下、縦スクロール時に左右に操作しコース取りを調整する。
  - 進行方向に素早く2回入力すると馬群割りを行う。
  - 進行方向と逆に素早く2回入力するとブレーキがかかる。
- Aボタン：お手馬に手綱を入れて小さな加速が得られる。体力が少し減少する。
- Bボタン：鞭を入れて鋭い加速を得られる。体力が大きく減少する。
- このほか見せ鞭・急減速・首押しや[8]、ハイパーダッシュなどといったコマンド技も存在[9]。

## レース進行
全レース8頭立てで進行し、NEOGEO版では3着以内で入線すると次レースへ出場可能。
画面上部には左にタイム表示・右にコース・現在位置を表示する「コースレーダー」、左下付近には馬の状況を8種類の表情で示す「馬顔メーター」と体力を示す「ライフゲージ」が表示される。ただしタイムは実際の約4倍速の秒数でカウントされる。体力が切れると次走で「発走除外」としてゲームオーバーとなる。
レース後には着順掲示板が表示され5位までの馬番と着差、合計と3・4ハロン通過の3種の記録タイムが表示された後、自身の着順と獲得賞金額が表示される。

## アイテム
コース上
海外レースを除いて出現。
- ニンジン：持ち馬の体力を回復させる。
- しびれ薬：一定時間操作不能となる。
- 羽：一定時間スピードが急激に上昇する。
- もぐら穴：急激にスピードが減少する。
- ?：ニンジン・しびれ薬・羽・もぐら穴のいずれかをランダムで獲得する。
- !：一定数集めるとハイパーダッシュが可能となる。

## 登場レース
NEOGEO版
- 新馬戦（札幌 芝1000m）
- 3歳未勝利戦（札幌 芝1000m） - 新馬戦で2・3着時に出走[9]。
- 札幌3歳S（札幌 芝1200m）
- 朝日杯3歳S（中山 芝1600m）
- 皐月賞（中山 芝2000m）
- 日本ダービー（東京 芝2400m）
- 菊花賞（京都 芝3000m）
- 有馬記念（中山 芝2500m）
- 天皇賞（春）（京都 芝3200m）
- 宝塚記念（阪神 芝2200m）
- 天皇賞（秋）（東京 芝2000m）
- ジャパンカップ（東京 芝2400m）
- BCクラシック（チャーチルダウンズ ダート2000m） - 日本ダービーまたは宝塚記念をレコード優勝した際に出走選択が可能なボーナスステージ[9]。
- 凱旋門賞（ロンシャン 芝2400m） - 2度目となる古馬段階での有馬記念にてノーコンティニューで優勝かつ賞金総額7億円を越えた場合出走となる[9]。

移植版のみ
- 阪神3歳牝馬S（GI 阪神芝1600m）
- 4歳牝馬特別（GII 阪神芝1400m）
- クイーンC（GIII 東京芝1600m）
- チューリップ賞（GIII 阪神芝1600m）
- 京成杯3歳S（GII　東京芝1400m）
- デイリー杯3歳S（GII 京都芝1400m）
- 桜花賞（GI 阪神芝1600m）
- NZT4歳S（GII 東京芝1400m）
- クリスタルC（GIII 中山芝1200m）
- 府中3歳S（GIII 東京芝1800m）
- ラジオたんぱ賞（GIII 福島芝1800m）
- スプリングS（GII 中山芝1800m）
- アーリントンC（GIII 阪神芝1600m）
- 毎日杯（GIII 阪神芝2000m）
- NHKマイルC（GI 東京芝1600m）
- 青葉賞（GIII 東京芝2400m）
- オークス（GI 東京芝2400m）
- 安田記念（GI 東京芝1600m）
- エプソムC（GIII 東京芝1800m）
- 七夕賞（GIII 福島芝2000m）
- 札幌スプリントS（GIII 札幌芝1200m）
- 神戸新聞杯（GII 阪神芝2000m）
- セントライト記念（GII 中山芝2200m）
- 京王杯AH（GIII 中山芝1600m）
- 京都新聞杯（GII 京都芝2200m）
- 府中牝馬S（GIII 東京芝1800m）
- 毎日王冠（GII 東京芝1800m）
- 京都大賞典（GII 京都芝2400m）
- 天皇賞（秋）（GII 東京芝2000m）
- スワンS（GII 京都芝1400m）
- マイルCS（GI 京都芝1600m）
- エリザベス女王杯（GI 京都芝2200m）
- スプリンターズS（GI 中山芝1200m）
- 京都記念（GII 京都芝2200m）
- 東京新聞杯（GIII 東京芝1600m）
- 目黒記念（GII 東京芝2500m）
- 日経賞（GII 中山芝2500m）
- 阪神大賞典（GII 阪神芝3000m）
- 京王杯SC（GII 東京芝1400m）
- エプソムC（GII 東京芝1800m）
- オールカマー（GII 中山芝2200m)
- マーメイドS（GIII 阪神芝2000m）
- クイーンS（GIII 中山芝1800m）
- セントウルS（GIII 阪神芝1400m)
- 京都牝馬特別（GIII 京都芝1600m）
- マイラーズC（GII 阪神芝1600m）
- 中山牝馬S（GIII 中山芝1800m）

## 調教ステージ
パラメーターの向上を図ることができるボーナスステージ。Bボタンの連打で加速し上下入力で位置を動かし横スクロールのコースで障害物のモグラを避けつつ馬を走らせ、制限時間内に走り切ると馬のパラメーターが向上する。種類ごとの調教目的のパラメーターは2、それ以外のパラメーターは1向上する。
- 芝調教：スピードを主に向上。
- ダート調教：スタミナを主に向上。
- 坂路調教：ガッツを主に向上。

## 評価
アーケード版
アミューズメント業界誌「ゲームマシン」の1995年11月1日付での「Best Hit Games 25」においては、「TVゲーム機ソフトウェア」部門にて平均点7.50（満点10点）で初登場4位を記録、『パズルボブル2』『バーチャストライカー』『ストリートファイターZERO』を上回る評価を受けた。
セガサターン版
ゲーム誌『SEGA SATURN MAGAZINE』の「Sega Saturn Soft Review」では5・7・7の合計19点（満30点）。レビュアーは「難しいインブリードを考える必要がなく操作性の簡単さが嬉しく目で見える成果が楽しい、アーケード版ではより簡単なペース配分で単純に勝てたことを考えると追加要素が少なく物足りず難易度が厳し過ぎる」「グラフィックに手を加えず中身で勝負するストレートさに好感を持てる反面演出が寂しい、まとまりが良すぎて難しさが直感的に伝わり馬に興味のない人にはパラメーターで勝負するように見えてしまう、一層盛り上げる仕掛けが必要」「種付けでオリジナル競走馬を生産する要素でパワーアップされている、リアル志向な他の競馬ゲームと比べ簡単な操作性で肩肘張らずに遊べる」と評価した。